# Buuz

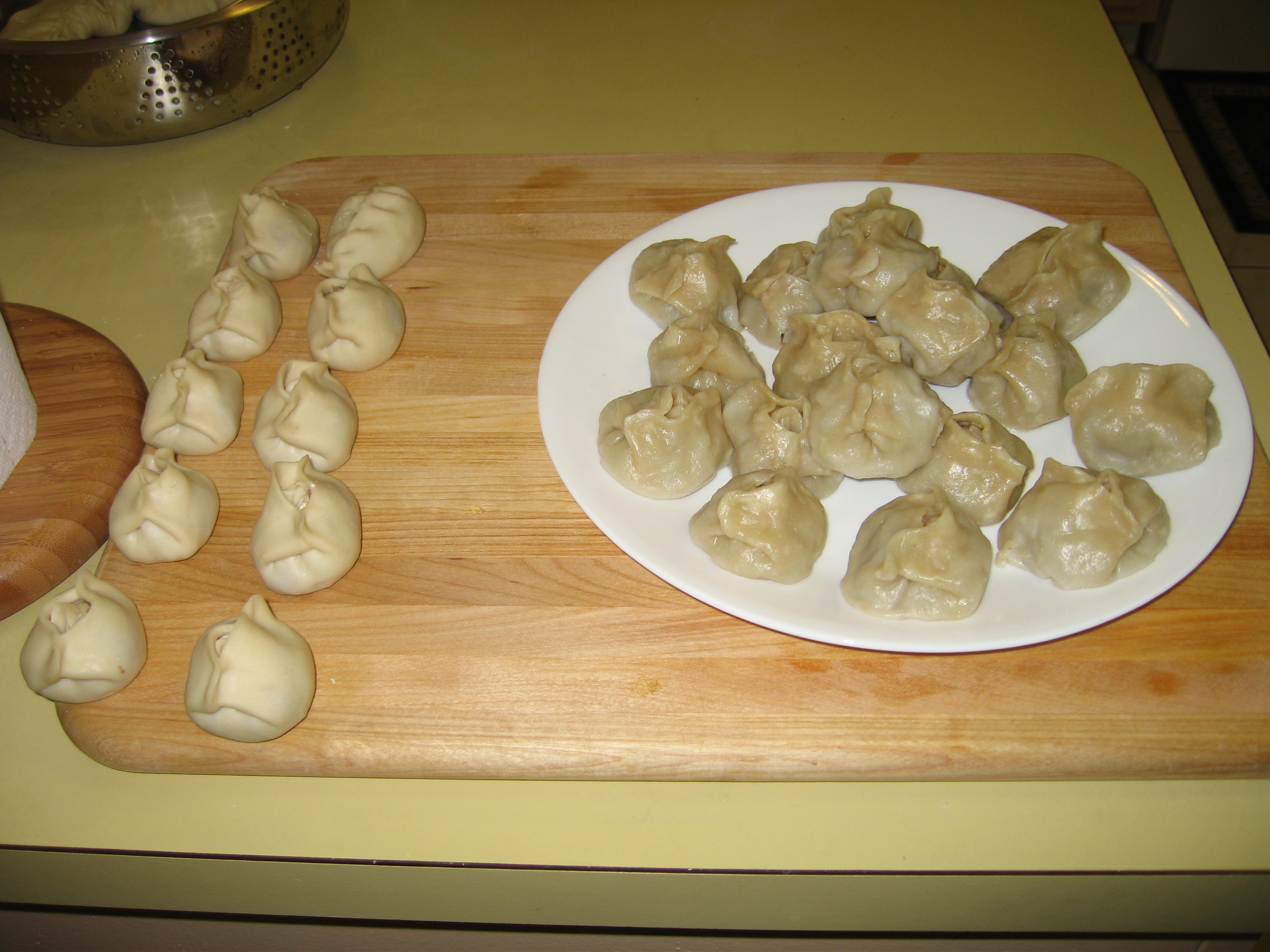
buuz cuinat i cru

Buuz (Бууза, Buuza) és un tipus de farcellet fet amb pasta de farina farcit amb trossets de carn de be o bou i cuinat al vapor. Al farciment de carn se li afegeix ceba o all. Opcionalment, s'aromatitza amb llavors de fenoll germinades o d'altres herbes de temporada. També s'acostuma a afegir al farciment patata, col o arròs al gust. El farciment s'embolcalla amb una fulla de pasta de farina deixant un foradet per a deixar sortir el vapor de la cocció. Cada cuiner afegeix el seu toc personal a la forma de fer el farcell. El buuz es cou al vapor preferiblement utilitzant un recipient de fusta. Es menja amb les mans amb cura d'evitar que caiguin els sucs de la cocció de dins del farcell.
El Buuz és un plat típic de la cuina mongola. És un plat casolà que es menja sovint durant la festa de l'Any Nou Mongol (Tsagaan Sar). Tot i així també s'ofereix als restaurants i cafès de la capital Ulaanbatar.
És un plat similar a altres masses de pa farcides de la cuina mongola com el khuushuur. Aquest darrer es cuina fregint-lo en lloc de fer-lo al vapor.

## Plats similars
- Jiaozi, l'equivalent a la Xina.
- Gyoza, l'equivalent al Japó.
- Momo, l'equivalent a Tibet i Nepal
- Mantı, l'equivalent a l'àrea entre Turquia, Armènia i Azerbaidjan
- Pierogi, l'equivalent a Ucraïna, Polònia i Lituània.
- Pelmeni, l'equivalent Rússia.
- Mandu, l'equivalent a Corea